# Allikunte-Kadirenahalli, Bangarapet
Allikunte-Kadirenahalli là một làng thuộc tehsil Bangarapet, huyện Kolar, bang Karnataka, Ấn Độ.